# Baden (estado)
Baden fue un Estado histórico ubicado al suroeste de Alemania, en la ribera oriental del Rin.

## Toponimia
El origen etimológico del nombre de este "Land" procede de las palabras alemanas Bad (baño) y baden (bañar), debido a que la zona era célebre por sus baños termales (Thermalbäder) en la zona de la Selva Negra ya desde fines de la Antigüedad.

## Historia
Los señores de Baden se beneficiaron de la disolución de Suabia y, tras alcanzar la categoría de Margraviato en 1112, fueron capaces de tomar partido como una de las dinastías más importantes del sur de Alemania (junto con los Habsburgo y Wurtemberg). Baden estuvo fragmentado en los períodos de 1190-1503, 1515-1620 y 1622-1771, aunque en las épocas de 1415-1503, 1604-1620 y 1666-1771 solo en dos partes.

La expansión de Baden a principios del siglo.

Pasó a ser el Gran Ducado de Baden cuando se disolvió el Sacro Imperio Romano Germánico en 1803-1806 y permaneció siendo un país soberano hasta que se unió al Imperio Alemán en 1871, en el que siguió siendo un Gran Ducado hasta 1918, cuando pasó a formar parte de la República de Weimar. Baden limitaba al norte con el Reino de Baviera y el Gran Ducado de Hesse-Darmstadt; al oeste y prácticamente a lo largo de toda su longitud con el río Rin, que lo separaba del Palatinado Renano bávaro y Alsacia, en la moderna Francia; al sur con Suiza y al este con el Reino de Wurtemberg, el principado de Hohenzollern-Sigmaringen y parcialmente con Baviera.
Tras la Segunda Guerra Mundial, el gobierno militar francés creó en 1945 el Estado de Baden con Friburgo de Brisgovia como capital de la mitad sur del antiguo Baden. La mitad septentrional, combinada con el norte de Wurtemberg, fue parte de la zona militar estadounidense y formó el Estado de Wurtemberg-Baden. En 1952 Baden se fusionó con Wurtemberg-Baden y Wurtemberg-Hohenzollern (la parte sur de Wurtemberg y antiguo exclave de Prusia de Hohenzollern) para formar Baden-Wurtemberg, en la única vez que tres estados federados han elegido unirse.

## Geografía
El Gran Ducado tenía un área de 15.081 km² y consistía en una considerable porción de la margen oriental del fértil valle del Rin y de las montañas que formaban su frontera.
La parte montañosa era de largo la más extensa, constituyendo, de hecho, cerca del 80% de toda la superficie. Desde el lago de Constanza hasta el río Neckar en el norte hay una porción de la Selva Negra o Schwarzwald que está dividida por el valle del Kinzig en dos distritos de diferente elevación. Al sur del Kinzig la altura media es de 945 m, y la cima más alta llega a los 1493 m; mientras que al norte, la altura media es de solo 640 m y la Hornisgrinde, el punto más alto, no excede los 1164 m. Al norte del Neckar está la sierra de Odenwald, con una altura media de 439 m y en el Katzenbuckel un extremo de 603 m. Entre el Rin y el Dreisam se encuentra el Kaiserstuhl, un grupo volcánico independiente de aproximadamente 16 km de longitud y 8 de anchura, cuyo punto más alto tiene 536 m.
La mayor parte de Baden pertenece a la cuenca del Rin, que recibe agua de veinte afluentes de las tierras altas; la porción nordeste del territorio está bañada por el Meno y el Neckar. No obstante, una parte de la vertiente oriental de la Selva Negra pertenece a la cuenca del Danubio, que recibe agua de numerosos arroyos de montaña. Entre los numerosos lagos que pertenecen al ducado figuran el Mummelsee, el Wildersee, el Eichenersee y el Schluchsee. El Lago de Constanza (en alemán Bodensee) pertenece parcialmente a Baden-Wurtemberg y a Baviera, así como a Austria y a Suiza.
Debido a su configuración física, Baden presenta una amplia gama de temperaturas. El valle del Rin es la región más calurosa de Alemania, pero las altas cotas de la Selva Negra registran las temperaturas más bajas del sur. La temperatura media del valle del Rin es de 10 °C aproximadamente, y en las zonas elevadas 6 °C. Julio es el mes más caluroso y enero el más frío.
La riqueza minera superficial de Baden no era grande, pero disponía de hierro, carbón, zinc y plomo de excelente calidad, y se podía obtener plata, cobre, oro, cobalto, vitriolo y azufre en pequeñas cantidades. Se encontró turba en abundancia, así como yeso, arcilla y sal. Los yacimientos minerales de Baden son todavía muy numerosos y han adquirido una gran celebridad los de Baden-Baden, Badenweiler, Antogast, Griesbach, Friersbach y Peterthal.
En los valles el suelo es particularmente fértil. Produce abundantes cosechas de trigo, maíz, cebada, espelta, centeno, judías, patatas, lino, cáñamo, lúpulo, remolacha y tabaco, e incluso en la parte más montañosa se cultiva en gran medida centeno, trigo y avena. Hay unas considerables extensiones de prados de pastoreo y se practica la ganadería ovina, bovina, porcina y caprina. Los ciervos, jabalíes y las perdices son bastante abundantes, y en los arroyos montañosos se encuentran truchas de excelente calidad. La cultura del vino se ha incrementado, y las viñas, que se caracterizan por su sabor suave, gozan de buena demanda. De hecho, Baden es la mayor y más conocida área vinícola de Alemania. Los jardines y los huertos proporcionan abundante frutos, especialmente almendras y nueces, y la apicultura se practica a lo largo de la región. Gran parte de Baden está cubierta de bosques, cuyos árboles más comunes son el pino y el abeto, aunque muchos otros, como el castaño, están bien representados. Se exporta un tercio de la producción maderera.

## Población
A principios del siglo XIX Baden era solamente un Margraviato con una superficie de apenas 3.400 km² y una población de 210.000 almas. Desde entonces ha crecido hasta tener una extensión de 15,082 km² y una población que supera los dos millones de habitantes, el 60% de los cuales son católicos, el 37% protestantes, el 1.5% judíos y el resto profesan otras confesiones. Aproximadamente la mitad de la población vive en un ambiente rural, en comunidades de menos de 2000 habitantes, mientras que la densidad del resto es de aproximadamente de 127 hab/km².
El territorio se divide en los siguientes distritos:
- Mannheim: comprende las ciudades de Mannheim (308,000) y Heidelberg (143,000) (en 2004)
- Karlsruhe: incluye Karlsruhe (303,000) y Pforzheim (119,000) (en 2004)
- Friburgo de Brisgovia: comprende Friburgo (212,000, en 2004)
- Constanza: abarca Constanza (24,818 en 1900)

La capital del ducado era Karlsruhe y, además de otras ciudades importantes citadas anteriormente, se hallan en Baden Rastatt, Baden-Baden, Bruchsal, Lahr (Selva Negra) y Offenburg. La población se agrupa en el norte y junto a la ciudad suiza de Basilea. Los habitantes de Baden tienen varios orígenes, siendo los del sur del Murg descendientes de los alamanes y los del norte de los francos, mientras que los de la Meseta de Suabia reciben su nombre de la tribu germánica de los suabos, que vivían en Wurtemberg.
Existe una rivalidad tradicional entre la población de Baden y Wurtemberg. En consecuendia, hubo una fuerte oposición en Baden (sobre todo en el sur) contra la unificación de los dos Estados inicialmente independientes. En tiempos recientes se ha vuelto a incrementar el patriotismo en Baden, principalmente debido al descontento con la política del gobierno de Stuttgart (situado en Wurtemberg).

## Industria
El párrafo siguiente describe la industria de Baden en 1910:
El 56.8% de la zona está dedicada a tierras de cultivo y el 38% es boscosa, pero el sector boscoso, que hasta 1870 producía la mayor parte de la riqueza, ha sido sobrepasado por la producción industrial. Los productos más importantes son la maquinaria, la lana, el algodón, la seda, el papel, el tabaco, la porcelana, el cuero, el vidrio, la joyería y la química. La remolacha se emplea para producir azúcar en grandes cantidades, y también se producen ornamentos y juguetes de madera, cajas de música y órganos.
Las exportaciones de Baden consisten principalmente en los bienes citados, aunque el grueso del comercio pertenece al tránsito. El país tiene muchas vías férreas y carreteras y además el Rin es excelente para transportar bienes. A lo largo del curso del Rin se emplaza una vía férrea de la que parten ramificaciones oblicuas hacia el este y el oeste.
Mannheim fue el gran emporio de la exportación por el Rin y tiene mucho tráfico fluvial. Fue asimismo la más importante ciudad industrial del Ducado y un importante centro administrativo de la parte septentrional de la zona.

## Constitución y gobierno
El gobierno de Baden era una monarquía hereditaria, cuyo poder ejecutivo lo ejercía el Gran Duque, mientras que la autoridad legislativa estaba compartida entre el Gran Duque y la asamblea representativa (Landtag), compuesta por dos cámaras. La cámara alta incluía todos los príncipes de la familia dominante de edad adulta, los cabezas de las familias nobles medias, el arzobispo de Friburgo, el presidente de la Iglesia Evangélica, un representante de cada cámara de comercio, dos de agricultura, uno de comercio, dos alcaldes municipales y ocho miembros (dos de ellos funcionarios) nombrados por el Gran Duque. La cámara baja consistía en 73 representantes del pueblo, de los cuales 24 eran elegidos por los ciudadanos de ciertas comunidades y 49 por comunidades rurales. Cada ciudadano de 25 años de edad que no había sido encarcelado ni era pobre tenía un voto. Las elecciones eran, sin embargo, indirectas. Los ciudadanos elegían los compromisarios, que a su vez elegían a los representantes. Las cámaras se reunían cada dos años. La cámara baja era elegida para períodos de cuatro años, y la mitad de los miembros se retiraban cada dos años. El ejecutivo constaba de cuatro departamentos: Interior; Asuntos exteriores y del Gran Ducado; Finanzas y Justicia; y Asuntos religiosos y educativos. Las fuentes de ingresos eran impuestos directos e indirectos, las vías férreas y los dominios. Las vías estaban administradas por el Estado y constituían la única fuente importante de deuda pública. Los tribunales supremos residían en Karlsruhe, Friburgo, Offenburg, Heidelberg, Mosbach, Waldshut, Constanza y Mannheim, cuyas apelaciones pasaban al Reichsgericht (tribunal imperial alemán) de Leipzig. Por virtud de una convención con Prusia, el ejército de Baden formaba parte del ejército prusiano.
El himno de Baden recibe el nombre de Badnerlied ("canción del pueblo de Baden") y consiste normalmente en cuatro o cinco versos tradicionales. Sin embargo, a lo largo de los años se añadieron muchos versos - hay colecciones de hasta 591 versos del himno.